# هربرت كاسبر
هربرت كاسبر (بالإنجليزية: Herbert Kasper)‏ هو مصمم أزياء أمريكي، ولد في 12 ديسمبر 1926 في نيويورك في الولايات المتحدة.